# Copa del Món de Futbol 2018 - Grup H
El Grup H de la Copa del Món de Futbol 2018, realitzada a Rússia, està compost per quatre equips, que s'enfrontaran entre ells amb un total de sis partits. Quan acabin aquests partits, els dos equips amb més punts es classificaran per a la fase següent.
El primer lloc d'aquest grup s'enfrontarà contra el segon del grup G. El segon lloc del grup s'enfrontarà al primer del grup G.

## Integrants
El grup H està integrat per les seleccions següents:
| Polònia | Colòmbia | Senegal | Japó |
| ------- | -------- | ------- | ---- |

Segons el Ranking Mundial de la FIFA del 15 de març del 2018, Polònia estava classificada en 6è lloc, Colòmbia en el 13è, Senegal en el 27è i Japó en el 55è.

## Classificació
| Pos | Equip    | PJ | PG | PE | PP | GF | GC | DG | Pts | Classificació        |
| --- | -------- | -- | -- | -- | -- | -- | -- | -- | --- | -------------------- |
| 1   | Colòmbia | 3  | 2  | 0  | 1  | 5  | 2  | +3 | 6   | Avança a segona fase |
| 2   | Japó     | 3  | 1  | 1  | 1  | 4  | 4  | 0  | 4   | Avança a segona fase |
| 3   | Senegal  | 3  | 1  | 1  | 1  | 4  | 4  | 0  | 4   |                      |
| 4   | Polònia  | 3  | 1  | 0  | 2  | 2  | 5  | −3 | 3   |                      |

## Partits

### Polònia vs. Senegal
| Polònia        | 1–2     | Senegal                       |
| -------------- | ------- | ----------------------------- |
| Krychowiak 86' | Informe | Cionek 37' (p.p.) · Niang 60' |

### Colòmbia vs. Japó
| Colòmbia                         | 1–2     | Japó                       |
| -------------------------------- | ------- | -------------------------- |
| Carlos Sánchez 3' · Quintero 39' | Informe | Kagawa 6' (p.) · Osako 73' |

### Polònia vs. Colòmbia
| Polònia | 0–3     | Colòmbia                                |
| ------- | ------- | --------------------------------------- |
|         | Informe | Y. Mina 40' · Falcao 70' · Cuadrado 75' |

### Japó vs. Senegal
| Japó                 | 2–2     | Senegal              |
| -------------------- | ------- | -------------------- |
| Inui 34' · Honda 78' | Informe | Mané 11' · Wagué 71' |

### Japó vs. Polònia
| Japó | 0–1     | Polònia      |
| ---- | ------- | ------------ |
|      | Informe | Bednarek 59' |

### Senegal vs. Colòmbia
| Senegal | 0–1     | Colòmbia    |
| ------- | ------- | ----------- |
|         | Informe | Y. Mina 74' |